# Elaeocarpus obtusus
Elaeocarpus obtusus é uma espécie de angiospérmica da família Elaeocarpaceae.
Pode ser encontrada nos seguintes países:  Malásia e Vietnam.
Está ameaçada por perda de habitat.